# Nhũ tương

A. Hai chất lỏng không đồng tan vào nhau, chưa hình thành nhũ tương
B. Nhũ tương giữa pha 2 được phân tán trong pha 1
C. Nhũ tương không ổn định và bắt đầu tách lớp
D. Chất diện hoạt (vòng nhỏ màu đỏ bao bọc tiểu phân) nằm trên bề mặt giữa pha 2 và pha 1, nhũ tương ổn định

Note 1: The definition is based on the definition in ref.
Note 2: The droplets may be amorphous, liquid-crystalline, or any
mixture thereof.
Note 3: The diameters of the droplets constituting the dispersed phase
usually range from approximately 10 nm to 100 μm; i.e., the droplets
may exceed the usual size limits for colloidal particles.
Note 4: An emulsion is termed an oil/water (o/w) emulsion if the
dispersed phase is an organic material and the continuous phase is
water or an aqueous solution and is termed water/oil (w/o) if the dispersed
phase is water or an aqueous solution and the continuous phase is an
organic liquid (an "oil").
Nhũ tương là một hệ phân tán cao của hai chất lỏng mà thông thường không hòa tan được vào nhau. Nhũ tương là một dạng phân loại của hệ keo, mặc dù hệ keo và nhũ tương đôi khi được dùng thay thế cho nhau, về bản chất nhũ tương nên được dùng khi cả hai pha, pha phân tán và pha liên tục là chất lỏng. Trong một nhũ tương, một chất lỏng (pha phân tán, pha nội) được phân tán trong một chất lỏng khác (pha liên tục, pha ngoại). Ví dụ về các nhũ tương bao gồm dầu giấm, sữa, mayonnaise, và một số chất lỏng cắt kim loại trong gia công kim loại.
Từ "nhũ tương" xuất phát từ chữ Latin có nghĩa là "vắt sữa", vì sữa là một nhũ tương của chất béo trong nước, và một số thành phần khác.
Tùy theo môi trường chất phân tán mà người ta gọi ví dụ như là nhũ tương nước trong dầu-trong -nước (dầu là pha phân tán, nước là môi trường phân tán, như lipoprotein) hay nhũ tương nước-trong-dầu (nước là pha phân tán, dầu là môi trường phân tán). Trong một số trường hợp, có thể có nhũ trương kép, có thể là nhũ tương "nước/dầu/nước" và nhũ tương "dầu/nước/dầu". 
Để tạo độ bền cho nhũ tương có thể cho thêm các chất hoạt tính bề mặt (chất nhũ hóa, xà phòng,...), các chất này ngăn trở hỗn hợp lại tự tách ra thành các thành phần riêng lẻ. Nhìn về mặt nhiệt động lực học thì nhũ tương lại là một hệ thống không bền.
Các chất lỏng hoặc là có thể hòa tan tốt vào nước (chất lỏng ưa nước) hoặc là có thể hòa tan tốt vào dầu (chất lỏng kỵ nước). Nguyên nhân là do các phân tử nước chỉ tạo thành các lực liên kết hiđrô trong khi các phân tử mỡ chỉ tạo thành các lực van der Waals. Chất nhũ hóa như xà phòng có thể liên kết các chất lỏng này. Chúng có tính chất này vì các phân tử của chất nhũ hóa có một phần phân cực và một phần không phân cực. Phần phân cực có thể tạo liên kết hiđrô và liên kết với các chất lỏng ưa nước trong khi phần không phân cực của phân tử tạo nên lực van der Waals và liên kết với các chất kỵ nước. Điều này giải thích tác dụng tẩy rửa của xà phòng: xà phòng làm giảm sức căng bề mặt của nước và tạo điều kiện rửa các chất chỉ tan trong dầu mỡ bằng cách cho thêm nước vào. Trong sữa, chất nhũ hóa là các prôtêin có trong sữa.

## Chất nhũ hóa
Chất nhũ hóa là một chất phụ gia được sử dụng làm giảm sức căng bề mặt của các pha trong hệ, từ đó duy trì được sự ổn định cấu trúc của hệ nhũ tương. Hệ nhũ tương bao gồm hai chất lỏng không hòa tan nhưng lại được trộn lẫn với nhau. Trong đó sẽ có một chất lỏng tồn tại dưới dạng "pha phân tán" trong cùng một hệ, chất lỏng còn lại được gọi là "pha liên tục".
Cấu trúc phân tử của chất nhũ hóa có cả phần háo béo và phần háo nước nên được sử dụng nhằm tạo sự ổn định của hệ keo phân tán trong pha liên tục. Mặt khác nó còn làm giảm sức căng bề mặt của pha phân tán từ đó làm giảm năng lượng hình thành các giọt trong hệ.
Hiện nay các chất nhũ hóa đa số là ester của acid béo và rượu. Mức độ ưa béo hay ưa béo được đánh giá bằng HBL. Nếu HBL thấp thì chất nhũ hóa phù hợp với hệ nước trong dầu và ngược lại.